# A Maior Flor do Mundo
A Maior Flor do Mundo é um conto infantil escrito por José Saramago em novembro de 2001 e publicado pela Editorial Caminho. As ilustrações são de João Caetano. O livro tem 36 páginas de 21x28 cm.
Pode verificar-se nesta pequena história traços dos tradicionais contos de fadas, remontando para a tradição oral.

## Enredo
O «herói menino» do enredo possui uma missão e realiza as maiores façanhas: uma subida inicial à montanha e as subsequentes descidas e subidas em busca de saciar uma flor prostrada.

## Prémios
- 2001 - Prémio Nacional de Ilustração a João Caetano